# Geotrichum hirtum
Geotrichum hirtum är en svampart som beskrevs av Windisch 1952. Geotrichum hirtum ingår i släktet Geotrichum och familjen Dipodascaceae.   Inga underarter finns listade i Catalogue of Life.